# テクノパーク駅
テクノパーク駅（テクノパークえき）は、大韓民国仁川広域市延寿区にある仁川交通公社1号線の駅である。駅番号は(I134)。

## 駅構造
- 相対式ホーム2面2線の地下駅。

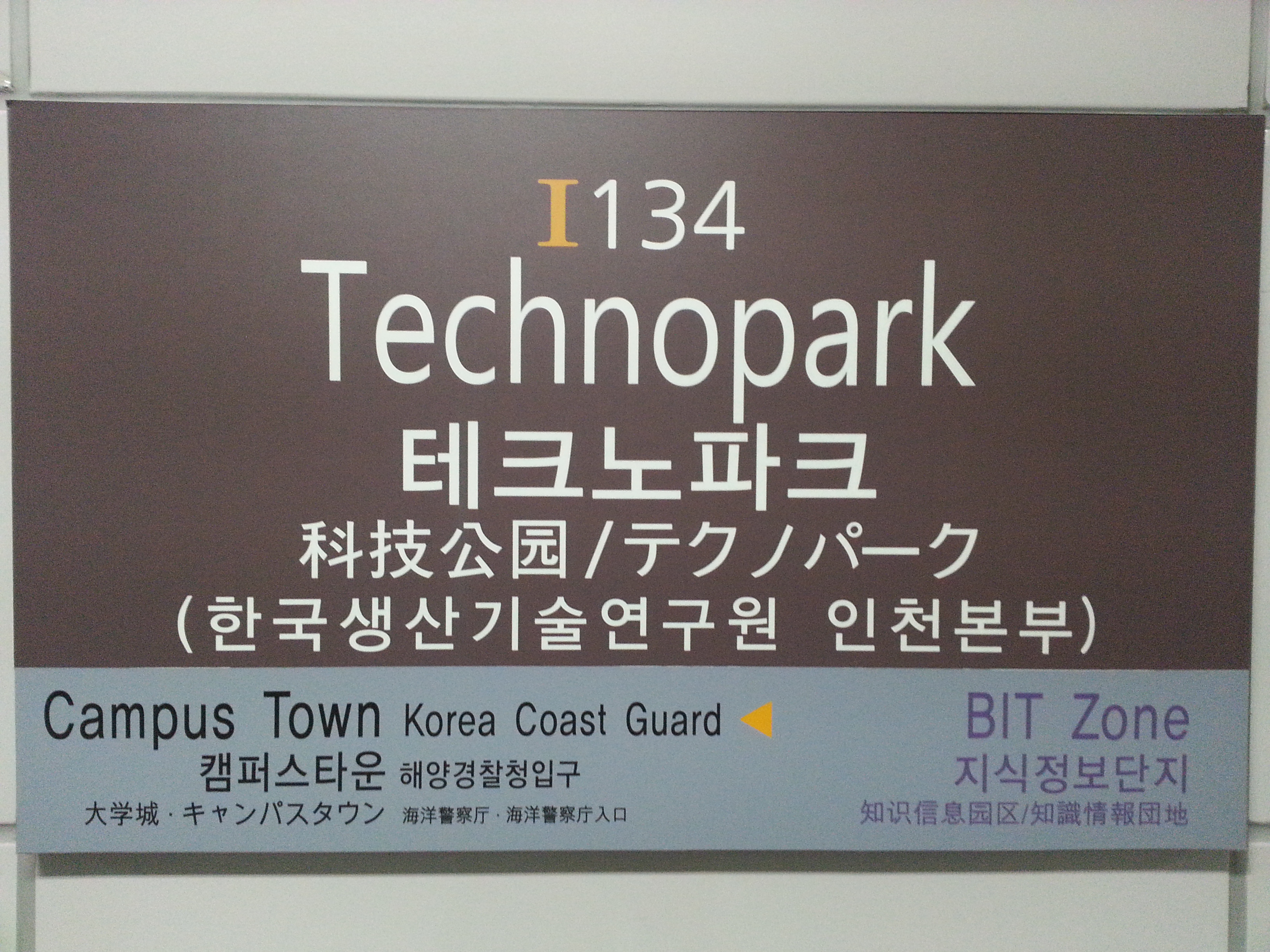
駅名標（2014年6月）

## 駅周辺
- ケッポルタワー
- （財）松島テクノパーク
- 経済自由区域庁（IFEZ松島）
- 韓国生産技術研究院
- 仁川自動車部品技術センター
- 仁荷大学校産学協力館
- 仁川大学校未来館
- 弥鄒忽公園
- ヘドディ公園

## 歴史
- 2009年6月1日 - 開業。

## 隣の駅
仁川交通公社
●1号線
キャンパスタウン駅 (I133) - テクノパーク駅 (I134) - 知識情報団地駅 (I135)